# Бережна-Музичко Наталія Миколаївна
Натáлія Миколáївна Бережнá-Музи́чко (нар. 9 грудня 1975, Київ, Україна) — українська акторка театру та кіно.

## Біографія
Народилася 9 грудня 1975 року в Києві. У дитинстві грала в шкільному театрі. Навчалася в Київській гімназії ім. О. С. Пушкіна в філологічному класі. Закінчила Український державний університет імені Михайла Драгоманова.
Працювала ведучою на «Російському радіо» в Таллінні, співробітницею банків, моделлю. З 2008 року знімається в рекламі.

## Фільмографія
- 2010 — Сімейні мелодрами
- 2012 — Пробач мене, моя любов
- 2012 — Повернення Мухтара—8 — мачуха Андрія
- 2015 — Реальна містика — Марина Сокіл, хімік-лаборант
- 2015 — Клініка — Катерина Костянтинова, терапевт
- 2017 — Шлях крізь сніги — співробітниця
- 2018 — Краса потребує жертв — гостя
- 2019 — Розтин покаже
- 2019 — Ніщо не трапляється двічі — редакторка
- 2019 — Хостел — Ілона
- 2019 — Королі палат
- 2019 — Хованки
- 2020 — Близько до серця
- 2020 — Сліпа — Лідія
- 2020 — Зречення — Ліда Мамонова
- 2020 — Рідня — Наталка
- 2021 — Поцілунок на мільйон — Валентина
- 2021 — Люся Інтерн
- 2023 — Закохай мене, якщо зможеш — Мар'яна
- 2024 — Під одним дахом — Ірина

## Особисте життя
Двічі була одружена. Має трьох дітей — доньок Юлію і Вікторію та сина Єгора.